# Báo hiệu (viễn thông)
Trong viễn thông, báo hiệu là quá trình trao đổi thông tin về để thiết lập và điều khiển một kết nối hoặc để quản lý mạng.
Người ta phân loại hệ thống báo hiệu dựa trên một số đặc điểm như sau:

### Báo hiệu trong băng và báo hiệu ngoài băng
Trong mạng chuyển mạch công cộng (PSTN), báo hiệu trong băng là tín hiệu có tần số trong khoảng 0,3 --> 3,4 Khz, nếu nằm ngoài khoảng trên được gọi là báo hiệu ngoài băng.

### Báo hiệu kênh riêng (CAS) và báo hiệu kênh chung (CCS)
Báo hiệu kênh riêng: dùng một kênh báo hiệu riêng cho từng kênh thoại.
Báo hiệu kênh chung như tên gọi, dùng một kênh chung để truyền thông tin điều khiển liên quan đến nhiều cuộc gọi. Những kênh thoại này do đó sẽ có một kênh báo hiệu chung.

### Báo hiệu Compelled
Báo hiệu compelled là báo hiệu trong đó bản tin phải được xác nhận trước khi gửi bản tin mới. Hầu hết các dạng của báo hiệu R2 là báo hiệu compelled, báo hiệu R1 đa tần thì ngược lại.

### Báo hiệu kênh người dùng và báo hiệu trung kế
Báo hiệu thuê bao là giữa thuê bao và tổng đài điện thoại. Báo hiệu trung kế là giữa các tổng đài với nhau.

### Ví dụ
Một hệ thống báo hiệu có thể là nhiều trong các loại báo hiệu trên đây tùy theo cách phân loại. Sau đây là vài ví dụ:
Lưỡng âm đa tần (DTMF) là báo hiệu trong băng, kênh riêng, không compelled.
Báo hiệu số 7 (SS7) là báo hiệu ngoài băng, kênh chung, bao gồm cả báo hiệu đường dây và báo hiệu địa chỉ.
Báo hiệu bằng xung (tùy thuộc vào từng quốc gia, có thể là 50Hz, 12 kHz, 16 kHz) là báo hiệu ngoài băng và kênh chung, còn được xem là báo hiệu đường dây.
Báo hiệu E&M là báo hiệu ngoài băng, kênh riêng, thường được dùng chung với báo hiệu địa chỉ DTMF.
Báo hiệu L1 (thường dùng tone 2280 Hz với các độ dài khác nhau) là báo hiệu trong băng, kênh riêng. Ví dụ như SF 2600 Hz trong Bell System.
Loop start, Ground start, Reverse Battery và Revertive Pulse là những tín hiệu một chiều, cho nên là báo hiệu ngoài băng, kênh riêng.
Mặc dù báo hiệu kênh chung được xem là báo hiệu ngoài băng và báo hiệu trong băng là báo hiệu kênh riêng, nhưng báo hiệu bằng xung ở trên là báo hiệu kênh riêng mà là báo hiệu ngoài băng.